# 臺灣BOT列表
臺灣BOT模式（臺灣民間興建營運後轉移模式）是指臺灣公共建設先由民間興建（B）並且營運（O）一段時間，之後再轉移由中華民國臺灣各級單位政府經營（T）的模式。以下是本列表收錄臺灣各項以BOT模式進行的公共建設與公辦民營開發案列表。
| 編號         | 標案名稱                                    | 官方名稱 | 標案內容 | 啟用年月日     | 預定歸還年限   | 預定接收單位                                     |
| 1900年代啟用 | 1900年代啟用                                | 1900年代啟用                                                                                                   | 1900年代啟用 | 1900年代啟用   | 1900年代啟用   | 1900年代啟用                                     |
| ------------ | ------------------------------------------- | --- | --- | -------------- | -------------- | ------------------------------------------------ |
| 1            | 台北晶華酒店                                | | | 1975年         | 2025年         | 台北市政府                                       |
|              | 麥寮工業專用港                              | | 根據經濟部於1996年與台塑石化的麥寮工業區專用港管理公司簽訂投資興建協議書，以港公司固定內生報酬率百分之八的標準，經濟部工業局給予港公司特許期共65年。 | 1996年         | 2061年         | 中華民國經濟部                                   |
| 2000年代啟用 |                                             | | |                |                |                                                  |
| 2            | 台北101                                     | | 由台北市政府與民間企業共同開發的BOT案，在1997年由14家民間企業共同組成的台北金融大樓股份有限公司取得地上開發權。                                      | 2004年12月31日 | 2067年         | 台北市政府                                       |
| 3            | 台灣高速公路電子收費系統                    | | 投資者為遠東集團、東元電機等公司組成的遠通電收。 | 2006年2月10日  | 2025年12月21日 | 中華民國交通部高速公路局                         |
| 4            | 台灣高速鐵路                                | | 由多家公司組成台灣高鐵公司投資興建高速鐵路，特許期由1997年起70年。                                                                                   | 2007年1月5日   | 2067年         | 中華民國交通部                                   |
| 5            | 高雄捷運                                    | | 由中國鋼鐵等公司組成高雄捷運股份有限公司投資興建，特許期由2001年10月底起計36年。                                                                     | 2008年3月9日   | 2037年10月底   | 高雄市政府                                       |
| 6            | 衛生福利部雙和醫院                          | | 由臺北醫學大學興建，並委託臺北醫學大學附設醫院經營管理                                                                                               | 2008年7月1日   | 2054年3月7日   | 中華民國衛生福利部                               |
| 7            | 高雄巨蛋                                    | 高雄市現代化綜合體育館民間參與開發案                                                                           | 由中國鋼鐵和國揚建設合組的漢威巨蛋開發股份有限公司興建，並委託凱格大巨蛋運動股份有限公司經營管理                                                     | 2004年1月30日  | 2054年1月30日  | 高雄市政府                                       |
| 8            | 新北市公共自行車租賃系統（YouBike微笑單車） | | 由新北市政府委託捷安特經營。 | 2008年10月     |                | 新北市政府                                       |
| 9            | 臺北港貨櫃碼頭                              | | 由台北港貨櫃碼頭股份有限公司從2003年起經營50年。 | 2009年3月      | 2053年         |                                                  |
| 10           | 臺北市公共自行車租賃系統（YouBike微笑單車） | | 由台北市政府委託捷安特經營。 | 2009年3月11日  |                | 台北市政府                                       |
| 11           | 台北轉運站                                  | | 又稱「交九轉運站」，由日勝生活科技投資，為百貨商場、旅館、住宅及長途客運站所結合的大樓，特許期由2005年起計50年。                                     | 2009年8月19日  | 2055年1月25日  | 臺北市政府 臺灣鐵路股份有限公司                  |
| 12           | 美河市                                      | 臺北都會區大眾捷運系統新店線新店機廠聯合開發案                                                                 | 由日勝生活科技經營興建 | 2009年8月19日  |                | 臺北市政府                                       |
| 2010年代啟用 |                                             | | |                |                |                                                  |
| 13           | 市府轉運站                                  | 市政府轉運站獎勵民間投資興建營運案                                                                             | 由統一集團統一開發股份有限公司投資，大樓由統一時代百貨台北店與長途客運站所組成。                                                                     | 2010年8月5日   | 2056年         | 臺北市政府交通局                                 |
| 14           | 臺南市立安南醫院                            | | 由中國醫藥大學附設醫院興建經營。 | 2013年2月      | 2063年         | 臺南市政府                                       |
| 15           | 松山文創園區臺北文創大樓                    | 臺北市政府辦理民間參與投資松山菸廠文化園區興建營運移轉計畫案                                                   | 臺北市政府委由富邦集團以及台灣大哥大組立台北文創開發公司興建營運，特許期共50年。                                                                     | 2013年5月15日  | 2063年         | 臺北市政府                                       |
| 16           | 三創數位生活園區                            | 民間參與臺北資訊園區暨停車場興建及營運移轉案                                                                   | 由鴻海集團集團旗下三創數位公司興建以及營運，特許期共50年。                                                                                           | 2015年5月15日  | 2065年         | 台北市政府                                       |
| 17           | 潤泰松山車站大樓                            | 『臺北市市區鐵路地下化東延南港工程」松山車站BOT設計案                                                          | 由潤泰企業集團旗下潤泰百益投資興建，潤弘精密承造，特許期共50年。                                                                                     | 2015年10月31日 | 2056年         | 臺灣鐵路股份有限公司                             |
| 18           | 潤泰南港車站大樓                            | 『臺北市市區鐵路地下化東延南港工程」南港車站BOT設計案                                                          | 由潤泰企業集團旗下潤泰旭展投資興建，潤弘精密承造，特許期共50年。                                                                                     | 2015年12月4日  | 2056年         | 臺灣鐵路股份有限公司                             |
| 19           | 台中秀泰廣場站前店                          | | 由潤泰企業集團旗下南山人壽投資興建，秀泰廣場管理，特許期共50年。                                                                                     | 2017年3月9日   | 2062年         | 財政部國有財產署                                 |
| 20           | 南山樹喜廣場                                | | 由潤泰企業集團旗下南山人壽投資興建，秀泰廣場管理，特許期共50年。                                                                                     | 2018年5月26日  | 2065年         | 財政部國有財產署 桃園農田水利會                  |
| 21           | 臺北南山廣場                                | | 由南山人壽經營興建 | 2019年1月10日  |                | 臺北市政府                                       |
| 2020年代啟用 |                                             | | |                |                |                                                  |
| 22           | 新北市立土城醫院                            | | 由長庚醫療財團法人投資興建。 | 2020年7月22日  | 2065年         | 新北市政府                                       |
| 23           | 宏匯廣場                                    | 新北市新莊AU捷運商城興建營運移轉案                                                                             | 由宏匯企業集團經營興建，宏匯新北股份有限公司經營 | 2020年9月26日  |                | 新北市政府                                       |
| 24           | 內科之心                                    | 臺北市內湖科技園區產業支持設施開發計劃興建營運移轉案                                                           | 由宏匯企業集團經營興建，宏匯瑞光股份有限公司經營 | 2020年11月27日 |                | 臺北市政府                                       |
| 25           | 臺中車站鐵道文化園區新增建的建物            | | 由德昌營造投資興建，經典國際股份有限公司經營 | 2020年12月6日  |                | 臺灣鐵路股份有限公司                             |
| 26           | 宏匯i-Tower                                 | 新莊國際創新園區暨停車場興建營運移轉案                                                                         | 由宏匯企業集團經營興建，宏匯思源股份有限公司經營 | 2021年9月。    |                | 新北市政府                                       |
| 27           | 桃園長庚轉運站                              | 桃園市桃園捷運A8(長庚醫院站)轉運站興建營運移轉案                                                               | 桃園市市政府委由長庚醫療財團法人興建營運，特許期共50年。2019年開始興建                                                                               | 2022年12月15日 | 2054年         | 桃園市政府                                       |
| 28           | 松山文創園區台北大巨蛋                      | 徵求民間參與興建暨營運臺北文化體育園區-大型室內體育館開發計畫案                                                | 臺北市政府委由遠雄集團興建營運，特許期共50年。2006年開始興建                                                                                         | 2023年12月2日  | 2062年         | 台北市政府                                       |
| 未完工       |                                             | | |                |                |                                                  |
| 未完工       | 臺北雙子星                                  | 臺灣桃園國際機場聯外捷運系統臺北車站特定專用區 C1、D1(東半街廓)聯合開發區(捷)用地土地開發案                    | 由宏匯企業集團經營興建 | 2027年完工     |                | 臺北市政府                                       |
| 未完工       | 臺北生技園區                                | 台灣首件聚焦生技產業開發計劃興建營運移轉案                                                                     | 由東元集團經營興建 |                |                | 臺北市政府                                       |
| 未完工       | 南港轉運站東站                              | 臺北市南港轉運站興建營運移轉案                                                                                 | 由新光人壽經營興建 |                |                | 臺北市政府 財政部國有財產署 臺灣鐵路股份有限公司 |
| 未完工       | 富邦凹子底                                  | | 由富邦人壽經營興建 |                |                | 高雄市政府                                       |
| 未完工       | 凹子底立體停車場                            | 高雄市凹子底地區停35用地民間參與公共建設案                                                                     | 由大好生活經營興建 |                |                | 高雄市政府                                       |
| 未完工       |                                             | 捷運新莊線三重站捷六基地開發案                                                                                 | 由潤泰創新經營興建 |                | 2023年         | 臺北市政府捷運工程局                             |
| 失敗         |                                             | | |                |                |                                                  |
| 失敗         | 阿里山林業鐵路                              | 行政院農業委員會林務局與宏都阿里山公司簽訂《民間參與投資經營阿里山森林鐵路及阿里山森林遊樂區案興建暨營運契約》 | 林務局委託宏都阿里山公司經營阿里山森林鐵路及阿里山森林遊樂區部分業務，許可經營年限33年                                                               | 2008年6月19日  |                | 林務局                                           |

## 外部連結
- 民間參與公共建設資訊 （页面存档备份，存于）